# Mordellistena bicolor
Mordellistena bicolor es una especie de coleóptero de la familia Mordellidae.

## Distribución geográfica
Habita en Turkmenistán.